# Liste der ausländischen archäologischen, historischen und kunsthistorischen Institute in Rom
Die Liste der ausländischen archäologischen, historischen und kunsthistorischen Institute Institute in Rom erfasst die ausländischen wissenschaftlichen Institute in Rom. Diese betreiben Forschungen auf den Gebieten der Archäologie, der Kunstgeschichte und der Geschichte. Sie bilden zusammen mit italienischen Forschungsinstituten in Rom seit 1946 die Unione internazionale degli istituti di archeologia, storia e storia dell’arte in Roma.
| Bezeichnung                                                      | Gründung  | Leitung                           | Geschichte | Forschungsschwerpunkte | Bild |
| ---------------------------------------------------------------- | --------- | --------------------------------- | --- | --- | ---- |
| Academia Belgica                                                 | 1939      | Sabine van Sprang                 | | |      |
| Académie de France à Rome                                        | 1666      | Eric de Chassey                   | | |      |
| Accademia di Romania in Roma                                     | 1922      | Rudolf Dinu                       | | |      |
| American Academy in Rome                                         | 1913      | Christopher S. Celenza            | | |      |
| Bibliotheca Hertziana – Max-Planck-Institut für Kunstgeschichte  | 1913      | Tanja Michalsky, Tristan Weddigen | | |      |
| British School at Rome                                           | 1901      | Stephen J. Milner                 | | |      |
| Canadian Academic Centre in Italy                                | 1978–2002 |                                   | | |      |
| Český historický ústav v Římě                                    | 1993      | Jaroslav Pánek                    | | |      |
| Det Danske Institut for Videnskab og Kunst i Rom                 | 1956      | Marianne Pade                     | | |      |
| Deutsches Archäologisches Institut Rom                           | 1829      | Ortwin Dally                      | 1829 als Instituto di corrispondenza archeologica gegründet. Nach Verlegung der Leitung durch den Weggang Eduard Gerhards im Jahr 1832 nach Berlin wurde Rom zum Teil einer größeren Organisation, die mit der Umwandlung in eine Staatsanstalt 1871 im Jahr 1874 durch eine zweite Auslandsabteilung in Athen erweitert wurde. Seitdem ist das DAI Rom endgültig Teilinstitut des Deutschen Archäologischen Instituts mit dem Hauptsitz in Berlin. | In den ersten Jahrzehnten wurde vor allem Material gesammelt, geordnet und veröffentlicht. Erst viele Jahrzehnte nach Gründung wandte sich das Institut auch verstärkt der grabenden Feldforschung zu. In der 2. Hälfte des 20. Jahrhunderts wurden die bis dahin auf einzelne Regionen, etwa Rom und sein Umland, ausgerichteten Studien auf ganz Italien sowie auf Tunesien, Algerien und auf Albanien ausgedehnt. |      |
| Deutsches Historisches Institut Rom                              | 1888      | Martin Baumeister                 | | |      |
| École française de Rome                                          | 1873      | Catherine Virlouvet               | | |      |
| Escuela Española de Historia y Arquelogía en Roma                | 1910      | Fernando García Sanz              | | |      |
| Institutum Romanum Finlandiae                                    | 1954      | Tuomas Heikkilä                   | | |      |
| Istituto Storico Cecoslovacco in Roma                            | 1923–1939 |                                   | | |      |
| Istituto Svizzero di Roma                                        | 1948      | Michele Luminati                  | | |      |
| Istituto Storico "Fraknói" presso l'Accademia d'Ungheria in Roma |           | Eva Vigh                          | | |      |
| Koninklijk Nederlands Instituut Rome                             | 1904      | Gert-Jan Burgers                  | | |      |
| Norske Institutt i Roma for Kunsthistorie og Klassik Arkeologi   | 1959      | Christopher Prescott              | | |      |
| Österreichisches Historisches Institut in Rom                    | 1881      | Andreas Gottsmann                 | | |      |
| Polska Akademia Nauk Stacja Naukowa w Rzymie                     | 1927      | Leszek Kuk                        | | |      |
| Pontificia Accademia Romana di Archeologia                       | 1810      | Letizia Ermini Pani               | | |      |
| Pontificio Istituto di Archeologia Cristiana                     | 1925      | Stefan Heid                       | | |      |
| Römisches Institut der Görres-Gesellschaft                       | 1887      | Stefan Heid                       | | |      |
| Svenska Institutet i Rom                                         | 1925      | Ulf R. Hansson                    | | |      |